# SS Delphic (1897)

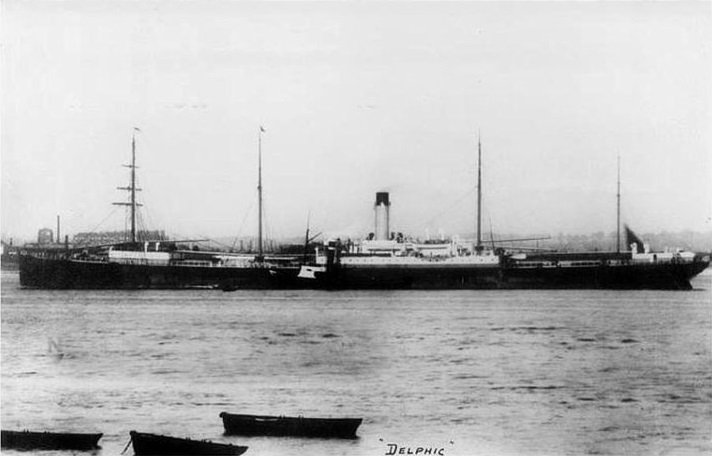
Parník SS Delphic společnosti White Star Line

SS Delphic byl parník společnosti White Star Line vybudovaný v loděnicích Harland & Wolff v Belfastu. Tento parník s jedním komínem a tonáží 8 273 BRT sloužil na linkách na Nový Zéland, ale svoji první plavbu měl na trase Liverpool - New York. Během Búrských válek sloužil jako transportní loď. 16. února 1917 se jen těsně vyhnul torpédu vypálenému ponorkou U-60, když byl jihozápadně od Irska. 17. srpna 1917 byl torpédován ponorkou UC-72 asi 216 km od Bishop's Rock během cesty z Cardiffu do Montevidea s nákladem uhlí. Loď se potopila, 5 lidí zemřelo.